# 제인 골드먼
제인 골드먼(Jane Goldman, 1970년 6월 11일 ~ )은 잉글랜드의 각본가, 영화 · 텔레비전 프로듀서, 모델이다.

## 작품 목록
- 레베카 (각본)